# Sigrid Bonde
Sigrid Bonde af Björnö, född 11 december 1719 i Linköping, Östergötlands län, död 23 december 1753 i Löts församling, Östergötlands län, var en svensk grevinna och hovdam.

## Biografi
Sigrid Bonde af Björnö föddes 1719 i Linköping. Hon var dotter till riksrådet Gustaf Bonde af Björnö och Charlotta von Liewen. Bonde blev 9 januari 1733 hovfröken. Hon avled 1753 på Vi i Löts socken.

### Familj
Bonde gifte sig 1 mars 1739 på Stockholms slott med generallöjtnanten och landshövdingen greve Johan Cronhielm af Flosta (1707–1782), son till riksrådet Gustaf Cronhielm af Flosta och Maria Wallenstedt. De fick tillsammans barnen kanslisten Fredrik Ulrik Cronhielm (1739–1761) vid Kungliga kansliet, hovfröken Charlotta Cronhielm (1740–1798) som var gift med statskommissarien Johan Arndt von Post, generalmajoren Gustaf Cronhielm (1741–1793), Johan Cronhielm (1743–1754) och hovfröken Lovisa Fredrika Cronhielm (1744–1818) som var gift med översten, friherre Johan Gabriel Banér. Efter Bondes död gifte Cronhielm om sig med friherrinnan Christina Ribbing af Koberg.